# Eau de Cologne
Pour les articles homonymes, voir Cologne (homonymie).

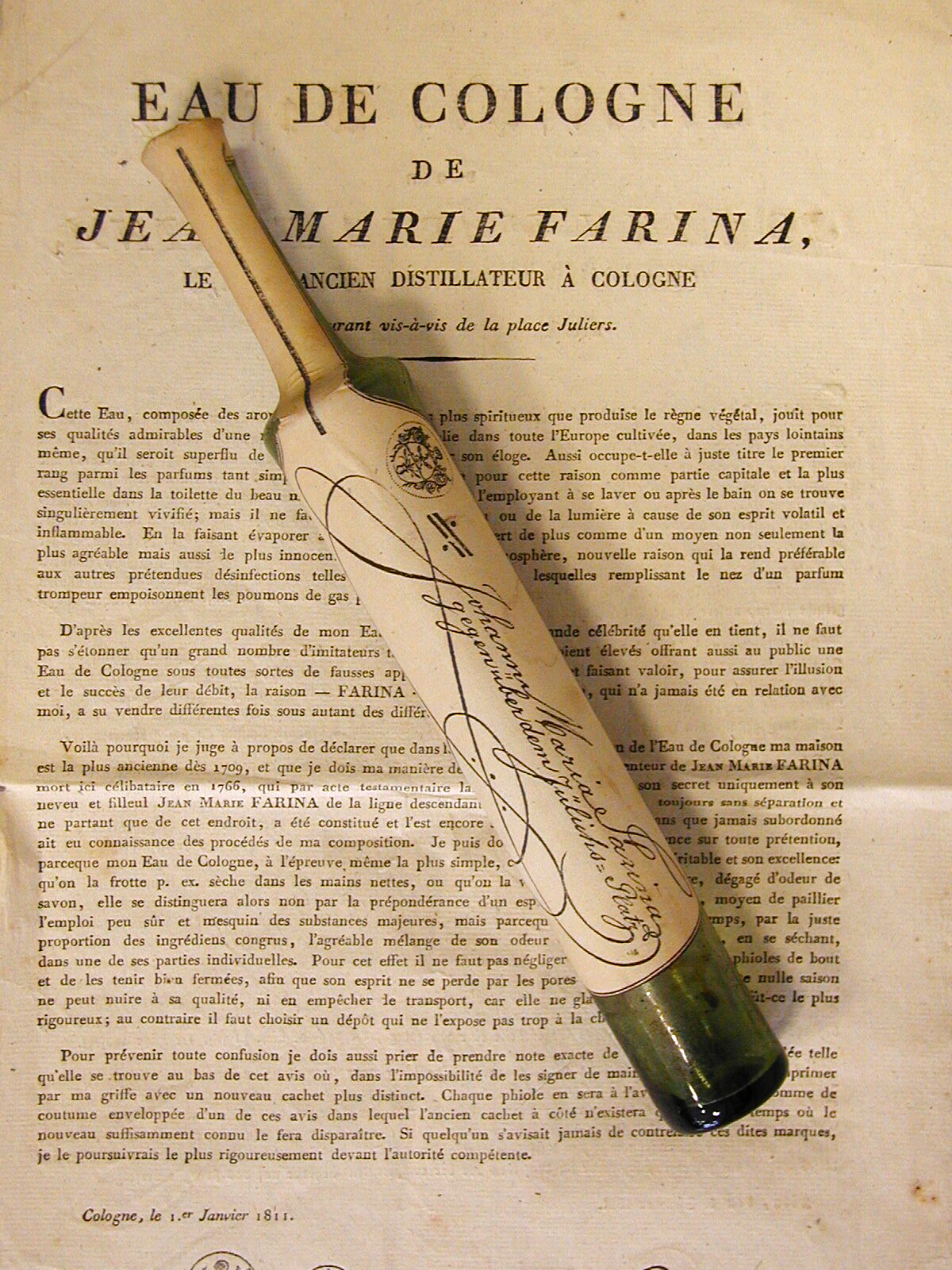
Eau de Cologne originale.

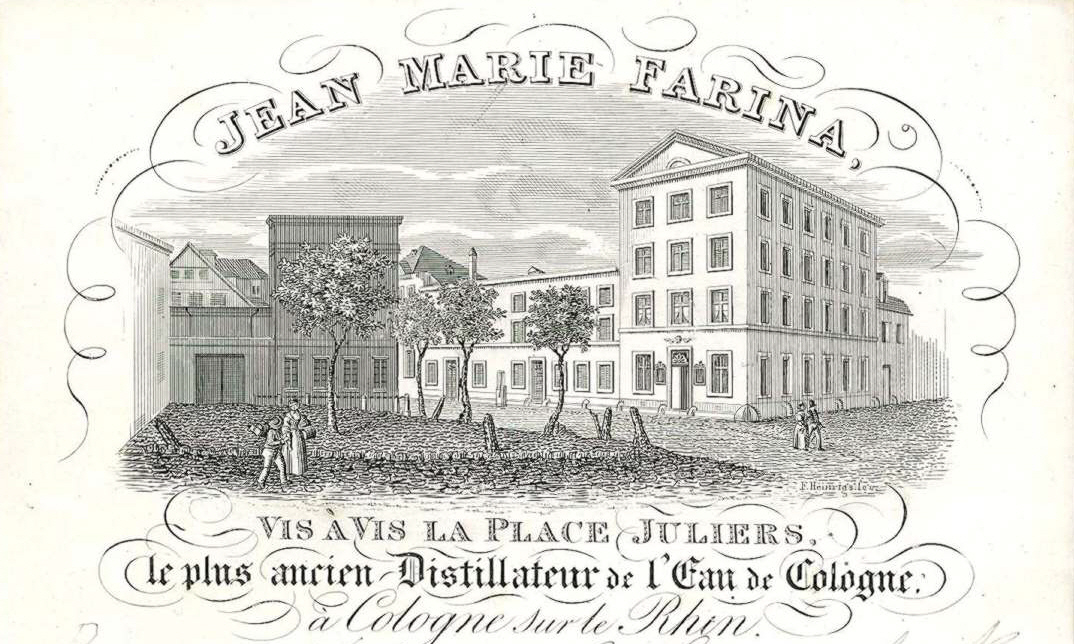
Maison Farina.

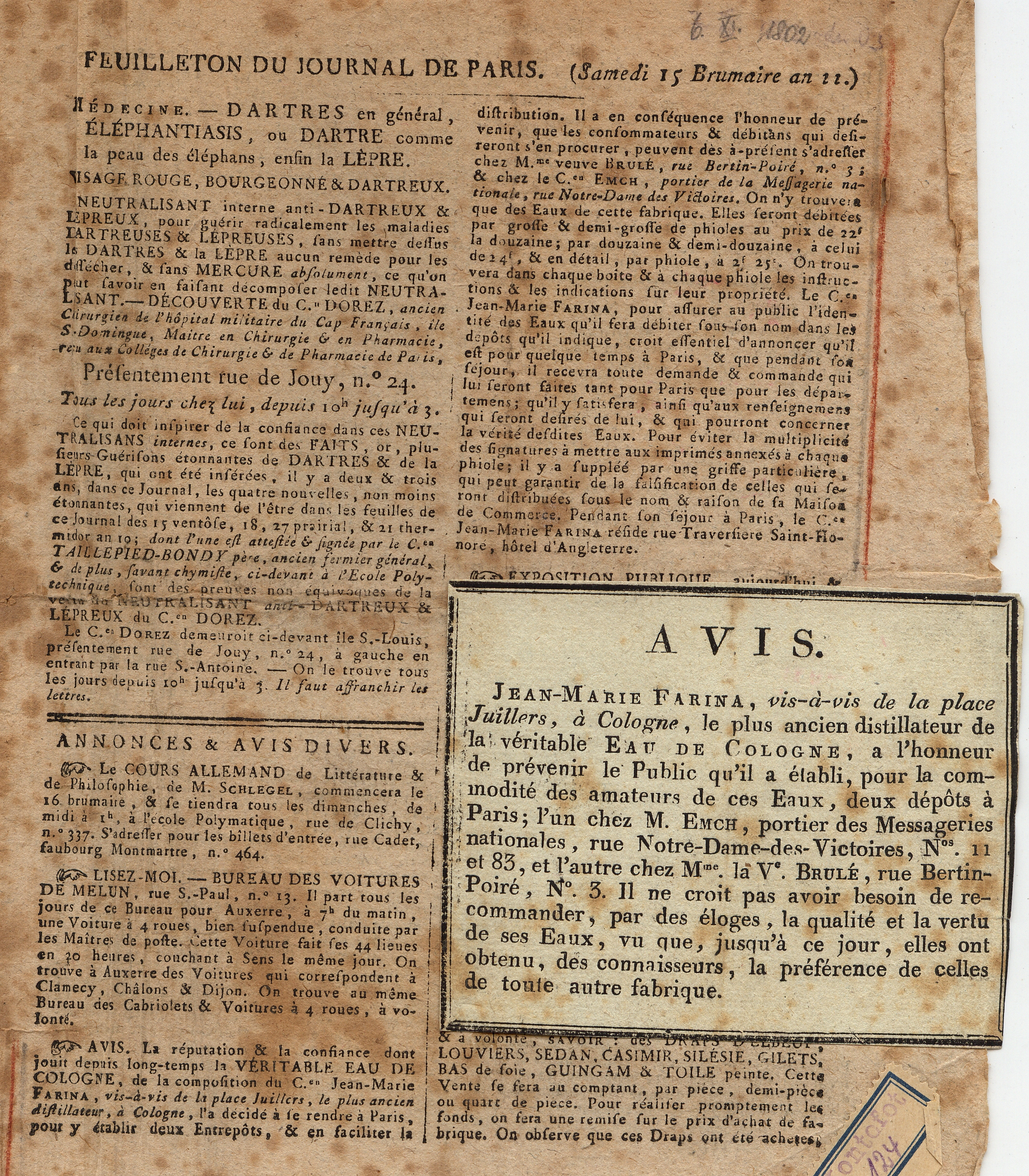
Journal de Paris, samedi 15 Brumaire an 22 (6 novembre 1813), Avis de Jean Marie Farina.

Eau de Cologne (français : [o d(ə) kɔlɔɲ] ; allemand : Kölnisch Wasser [ˈkœlnɪʃ ˈvasɐ]), est un parfum originaire de Cologne, en Allemagne. Mélangé à l'origine par Johann Maria Farina (Giovanni Maria Farina) en 1709, il est devenu depuis un terme générique pour les formulations parfumées à une concentration typique de 2 à 5 %, voire plus selon le type d'huiles essentielles ou un mélange d'extraits, d'alcool et d'eau. Dans une base d'éthanol dilué (70-90 %), l'eau de Cologne contient un mélange d'huiles d'agrumes, notamment des huiles de citron, d'orange, de mandarine, de clémentine, de bergamote, de citron vert, de pamplemousse, d'orange sanguine, d'orange amère et de néroli. Elle peut également contenir des huiles de lavande, de romarin, de thym, d'origan, de petit grain (feuille d'oranger), de jasmin, d'olive, d'oléastre et de tabac.
L'eau de Cologne désigne, à l'origine, soit un parfum créé par Jean-Marie Farina (1685-1766), soit plus généralement une catégorie de parfums contenant 4 à 6 % d'essences.

## Origine du nom
Jean Marie Farina, parfumeur italien, s’installa à Cologne au début du XVIIIe siècle où il se mit à produire, dès 1708, une « eau admirable », ou Aqua mirabilis, ainsi qu'on appelait alors des eaux issues d’une distillation quelconque et auxquelles on prêtait des dons particuliers. Allant à contre-courant des parfums capiteux, l’eau de Farina était produite à l'aide d'un mélange d’huiles essentielles et d’alcool quasi pur. Ce principe de mélanger des huiles essentielles à de l’alcool provient directement de l’Italie, mais Farina innova en créant une eau parfumée fraîche et légère qui contrastait fortement avec les essences jusqu’alors connues, telles que l’huile de cannelle, l’huile de santal, ou encore le musc.
Alors que l'hygiène était principalement assurée par la « toilette sèche », les parfums capiteux (à base d'huile de cannelle, d’huile de santal, ou encore de musc) servaient à camoufler les mauvaises odeurs, mais à partir du XVIIe siècle, l'usage de l'eau réapparut, si bien que les gens raffinés n'avaient plus besoin de parfums prégnants. L'eau de Cologne, en raison de sa fraîcheur et sa légèreté, répondait à cette nouvelle attente.
L'eau admirable de Farina connaît d'abord un succès local, mais conquiert peu à peu les cours d'Europe. La première livraison vers Paris a lieu en 1721, mais le grand succès en France sera largement lié aux officiers de l’armée française qui, après la guerre de Succession de Pologne, popularisèrent le parfum en France sous le nom d'eau de Cologne, nom que Farina adopta alors également.
L’Eau de Cologne originale de Giovanni Maria Farina (1685-1766) devint le parfum favori de divers personnages connus tels que les rois Louis XV et Louis XVI ainsi que de Napoléon, qui l’ingérait aussi sur du sucre, le fameux canard Farina. Aujourd’hui, l’Eau de Cologne originale est toujours produite par la huitième génération de descendants de Jean Marie Farina à Cologne (Jean Marie Farina vis-à-vis la place Juliers depuis 1709).
À l'origine, l'Eau de Cologne était vendue comme un médicament. À l’époque où Farina s’installa dans la ville libre d’empire de Cologne, seuls les étrangers de confession catholique et travaillant dans les métiers de luxe étaient les bienvenus (les produits de luxe désignaient exclusivement l’or, l’argent, la soie et les parfums). Lors de l’occupation française (1794-1814) ces lois furent abolies, permettant ainsi à quiconque de s’installer dans la ville. Cette époque marque le début des contrefaçons du parfum de Farina qui en l’espace de 80 ans proliférèrent à une vitesse impressionnante. Presque 2 000 plagiats de l’Eau de Cologne de Farina furent recensés. Et c’est à cette époque que l’on vanta les prétendus bienfaits thérapeutiques du parfum. Ce phénomène est d’ailleurs relativement simple à comprendre : il y avait à l’époque tellement de fausses Eau de Cologne sur le marché que les revendeurs sentirent le besoin d’attribuer des qualités médicinales à leur parfum, de manière à élargir leur clientèle.
Le 19 août 1803, Wilhelm Mülhens fit l’acquisition des droits du nom « Farina » qu’il obtient par le biais d’un Carlo Francesco Farina venu d’Italie ; toutefois, cet homme n’était aucunement apparenté à la célèbre famille de parfumeurs créateurs de l’Eau de Cologne et établie à Cologne depuis 1709, la maison Farina gegenüber. En 1881, c’est son petit-fils Ferdinand Mühlens qui dut définitivement renoncer au nom « Franz Maria Farina » dont la famille s’était jusqu’alors servie. Mühlens ne renonça pourtant pas à l’idée de produire sa propre Eau de Cologne, et ouvrit chez lui, en 1881, une nouvelle entreprise « Eau de Cologne & Parfümerie Fabrik Glockengasse № 4711 gegenüber der Pferdepost von Ferd. Mülhens in Köln am Rhein », et il baptisa son Eau de Cologne 4711, le numéro de sa maison
Un autre grand parfumeur a été Jean Marie Joseph Farina (1785-1864), arrière-petit-neveu du premier, fondateur, en 1806, de la maison Jean-Marie Farina, rue Saint-Honoré à Paris, reprise par Roger & Gallet en 1862. Ces derniers sont détenteurs des droits sur Eau de Cologne extra vieille (alors que le produit original se nomme Original Eau de Cologne). Elle a reçu l'approbation de la commission des remèdes secrets, le 18 août 1810.

## Composition
L'eau de Cologne est un hydrolat additionné d'eau-de-vie. Celle de Farina se compose de mélisse sèche, ou de marjolaine, de thym, de romarin, d'hysope, d'absinthe, de lavande, de racines d'angélique, de cardamome, de baies de genièvre, de semences d'anis, de carvi, de fenouil, de cannelle, de muscades, de girofles, d'écorces de citrons, d'huile volatile de bergamote et d'eau-de-vie.

« Cette recette d'un Italien, donnée d'après Morelot, fournit un alcool d'agréable odeur. On fait d'abord macérer les substances sèches, on les distille au bain-marie. Très-employée. Cette eau de toilette se prépare avec quelques différences dans les quantités des huiles volatiles, selon les goûts particuliers. Elle se fabrique encore à Cologne. »

En 1851, la véritable eau de Cologne est expédiée en fioles allongées contenant près d'un septième de litre, avec un bouchon de liège revêtu d'un parchemin et enveloppé d'un imprimé signé de la griffe de Jean-Marie Farina, outre l'empreinte d'un timbre sec et d'un cachet aux armes de Prusse, apposé en cire verte sur les boites et les flacons, qui se vendent chacun 1 fr. 50c (voir illustration).

## Terme générique
Une centaine d'années après la création de l’eau de Cologne, le parfum se trouva en concurrence avec une quantité innombrable d’imitations que la famille réussit après de longs procès à faire interdire. Les poursuites judiciaires durèrent néanmoins près de quatre-vingts ans et cela eut pour conséquence la généralisation du terme d’Eau de Cologne. Le nom d’un parfum exclusif fut ainsi abusivement utilisé, jusqu'à ce qu’il devienne un terme générique. Le fait que les fausses eaux de Cologne se soient multipliées à une vitesse impressionnante eut pour conséquence une confusion générale. Tous ces parfums légers portaient certes le même nom, toutefois leurs odeurs divergeaient radicalement les unes des autres. C’est ainsi que l'usage courant n'attribua plus le nom d’eau de Cologne seulement au parfum de Farina mais aussi à tout parfum d’une concentration moindre. En parfumerie, il est aujourd’hui courant de faire la distinction entre eaux de Parfum, eaux de Toilette et eaux de Cologne. Ces désignations font référence à leur concentration en essences :
- extrait : 20-40 % d'essences ;
- parfum : plus de 20 % d'essences ;
- eau de parfum : 12-20 % d'essences ;
- eau de toilette : 7-12 % d'essences ;
- Eau de Cologne : 4-6 % d’essences ;
- eau fraîche ou légère : 1-3 % d'essences.

## Feminis ou Farina: controverse sur l'invention
Une controverse s'est développée quant au fait qu'on ne sait véritablement à qui attribuer l'invention de l'eau de Cologne. Giovanni Paolo Feminis (v.1660-1736), en serait l'inventeur  et le premier producteur sous les noms d'« Aqua Mirabilis - Eau de Cologne», Jean-Antoine Farina est désigné par les prospectus de l'époque comme son successeur. Soumise à la justice de 1902 à 1907 sous le nom de Procès de Milan à l'initiative de la maison Farina,  « après examen détaillé des documents produits par les parties, les tribunaux décidèrent que Jean-Marie Farina ne pouvait être le créateur du fameux alcoolat. ». Les généalogistes de leur côté ont montré que les Farina qui prétendaient être les inventeurs de l'eau de Cologne avaient vécu postérieurement à Feminis.
Des preuves existent selon lesquelles l'inventeur est bien Feminis : « Dans le dernier fascicule de la revue, notre collègue Irissou nous a exposé les résultats de l'enquête entreprise par M. Utescher sur les origines de l'eau de Cologne. Or, je possède plusieurs prospectus du XVIIIe siècle qui tranchent le débat… et que les héritiers de Farina n'auraient pas eu intérêt à produire. L'un signé de « Louis-Jean-Marie Farina », indique : « Elle doit son existence à l'esprit inventeur de Paul Feminis et Jean-Marie Farina, son successeur ». L'autre : « La seule et véritable continue à se faire, par le seul successeur Jean Farina, à la maison du sieur Feminis, rue de la Balance-d'Or à Cologne. » Aucun doute ne saurait donc subsister quant à la priorité de Feminis »,.